# ピグマリオン (映画)
『ピグマリオン』（Pygmalion）は、1938年のイギリスのロマンティック・コメディ映画。舞台や映画で知られるミュージカル『マイ・フェア・レディ』の原作となったジョージ・バーナード・ショーの1913年初演の戯曲『ピグマリオン』をショー自らの脚色で映画化した作品である。監督はアンソニー・アスキスと主演でもあるレスリー・ハワードの2人。映画監督として知られるデヴィッド・リーンの編集技師時代の作品である。
日本では劇場未公開であるが、ビデオVHSが2000年4月10日に、DVDが2000年4月24日に発売された。

## ストーリー

### 原作戯曲との違い
イライザがヒギンズと口論して、ヒギンズ家から出て行き、最後の最後でヒギンズと結ばれるようになっている。このような改変は後のミュージカル『マイ・フェア・レディ』にも採用されている。ただ、この映画に関しては脚本にショー自身がかかわっていて本来は作者の意図が反映されているはずであった。大江麻里子の『マイ・フェア・レディーズーーーバーナード・ショーの飼い慣らされないヒロインたち』（慧文社）によれば、ショーは試写会で初めて結末が変わっているのを知って驚きを隠せなかったという。

## キャスト
- ヘンリー・ヒギンズ教授: レスリー・ハワード - 言語学者。
- イライザ・ドゥーリトル: ウェンディ・ヒラー - 花売り娘。
- アルフレッド・ドゥーリトル: ウィルフリッド・ローソン（英語版） - イライザの父。
- ヒギンズ夫人: メアリー・ローア（英語版） - ヒギンズ教授の母。
- ジョージ・ピカリング大佐: スコット・サンダーランド（英語版） - 言語学者。
- ピアス夫人: ジーン・キャデル（英語版） - ヒギンズ家の家政婦。
- フレディ・アインスフォード＝ヒル: デヴィッド・トゥリー（英語版） - イライザに恋する青年。

## 作品の評価

### 映画批評家によるレビュー
Rotten Tomatoesによれば、18件の評論のうち高評価は94%にあたる17件で、平均点は10点満点中8.2点となっている。

### 受賞・ノミネート
| 映画祭・賞             | 部門       | 候補                           | 結果       |
| ---------------------- | ---------- | ------------------------------ | ---------- |
| アカデミー賞           | 作品賞     |                                | ノミネート |
| アカデミー賞           | 主演男優賞 | レスリー・ハワード             | ノミネート |
| アカデミー賞           | 主演女優賞 | ウェンディ・ヒラー             | ノミネート |
| アカデミー賞           | 脚色賞     | ジョージ・バーナード・ショー他 | 受賞       |
| ヴェネツィア国際映画祭 | 男優賞     | レスリー・ハワード             | 受賞       |